# Тои (буддийский наставник)
Тои́ (кор. 道義 / 道儀; 도의) — корейский монах конца эпохи Объединённого Силла, первый патриарх школы Каджисан (кор. 迦智山; 가지산), основатель традиции Созерцательного направления буддизма (кор. Сон 禪; 선) в Корее. По мирской фамилии происходил из рода Ван. В 784—821 гг. обучался в Тан. По возвращении на родину начал проповедь учения Созерцательного направления, но чаньская концепция недеяния (кор. му ви поп 無爲法; 무위법) не была воспринята жителями Силла, знакомыми ранее только с учениями школ Доктринального направления (кор. Кё 敎; 교). Поняв, что время для распространения учения Созерцательного направления ещё не пришло, Тои удалился в монастырь Чинджонса (кор. 陳田寺; 진전사) в горах Сораксан, где предавался духовной практике на протяжении 40 лет. Наследником принесённой им из Китая духовной традиции Южной школы Чань стал его ученик Ёмго (кор. 廉居; 염거) .